# 荻野賢次郎
荻野 賢次郎（おぎの けんじろう、1991年9月14日 - ）は、京都府与謝郡野田川町（現・与謝野町）出身の元サッカー選手。ポジションはゴールキーパー(GK)。

## 経歴

### ユース時代
1991年9月14日、京都府与謝郡野田川町（現・与謝野町）に生まれた。小学3年時に野田川サッカー少年団でサッカーを始め、中学年代ではクラブチームではなく与謝野町立江陽中学校に所属し、本格的にゴールキーパーを任せられた。中学3年時には江陽中学校が約10年ぶりに京都府大会に出場するが、1回戦負けを喫している。その後京都府立峰山高等学校に進学したが、高校時代に全国大会への出場経験はない。高校3年時にはU-18日本代表に選出され、AFC U-19選手権予選に出場した。

### シニア時代
峰山高校卒業後の2010年（平成22年）にはJ1のセレッソ大阪に入団したが、セレッソ大阪在籍時の3年間は公式戦の出場がなかった。2013年（平成25年）にはトライアウトを経てアルビレックス新潟シンガポールに加入し、2年目のシーズンには半分以上の試合に出場した。2015年シーズン終了後にはアルビレックス新潟シンガポールを契約満了で退団した。
2016年には日本フットボールリーグ(JFL)のMIOびわこ滋賀にアマチュア契約で加入し、介護施設でアルバイトを行いながらプレーしたが、2016年シーズン終了後に退団した。2017年、セレクションを経てカンボジア・リーグのアジア・ユーロ・ユナイテッドに加入し、日本語学校の講師などのアルバイトを行いながらプレーした。2018年には2年契約でアンコールタイガーFCに加入し、サッカーに専念できる給料を得ることができた。
2019年1月、アンコールタイガーFCを退団した。同年3月にはカンボジア人と結婚した。同年5月には四国サッカーリーグのFC徳島に加入した。2020年には四国サッカーリーグで優勝し、全国地域サッカーチャンピオンズリーグ2020に出場した。
2022年12月3日、現役引退が発表された。

## 所属クラブ
- 2000年 - 2003年 野田川少年サッカー少年団
- 2004年 - 2006年 与謝野町立江陽中学校
- 2007年 - 2009年 京都府立峰山高等学校
- 2010年 - 2012年  セレッソ大阪
- 2013年 - 2015年  アルビレックス新潟シンガポール
- 2016年  MIOびわこ滋賀
- 2017年  アジア・ユーロ・ユナイテッド（英語版）
- 2018年 - 2019年1月  アンコールタイガーFC
- 2019年5月 - 2022年  FC徳島

## 個人成績
| 国内大会個人成績 | 国内大会個人成績 | 国内大会個人成績 | 国内大会個人成績 | 国内大会個人成績 | 国内大会個人成績 | 国内大会個人成績 | 国内大会個人成績 | 国内大会個人成績 | 国内大会個人成績 | 国内大会個人成績 | 国内大会個人成績 |
| 年度             | クラブ           | 背番号           | リーグ           | リーグ戦         | リーグ戦         | リーグ杯         | リーグ杯         | オープン杯       | オープン杯       | 期間通算         | 期間通算         |
| 年度             | クラブ           | 背番号           | リーグ           | 出場             | 得点             | 出場             | 得点             | 出場             | 得点             | 出場             | 得点             |
| 日本             | 日本             | 日本             | 日本             | リーグ戦         | リーグ戦         | リーグ杯         | リーグ杯         | 天皇杯           | 天皇杯           | 期間通算         | 期間通算         |
| ---------------- | ---------------- | ---------------- | ---------------- | ---------------- | ---------------- | ---------------- | ---------------- | ---------------- | ---------------- | ---------------- | ---------------- |
| 2010             | C大阪            | 30               | J1               | 0                | 0                | 0                | 0                | 0                | 0                | 0                | 0                |
| 2011             | C大阪            | 30               | J1               | 0                | 0                | 0                | 0                | 0                | 0                | 0                | 0                |
| 2012             | C大阪            | 30               | J1               | 0                | 0                | 0                | 0                | 0                | 0                | 0                | 0                |
| シンガポール     | シンガポール     | シンガポール     | シンガポール     | リーグ戦         | リーグ戦         | リーグ杯         | リーグ杯         | シンガポール杯   | シンガポール杯   | 期間通算         | 期間通算         |
| 2013             | 新潟S            | 22               | Sリーグ          | 1                | 0                | 0                | 0                | 1                | 0                | 2                | 0                |
| 2014             | 新潟S            | 1                | Sリーグ          | 14               | 0                | 3                | 0                | 2                | 0                | 19               | 0                |
| 2015             | 新潟S            | 1                | Sリーグ          | 0                | 0                | 1                | 0                | 1                | 0                | 2                | 0                |
| 日本             | 日本             | 日本             | 日本             | リーグ戦         | リーグ戦         | リーグ杯         | リーグ杯         | 天皇杯           | 天皇杯           | 期間通算         | 期間通算         |
| 2016             | びわこ           | 41               | JFL              | 5                | 0                | -                | -                | 0                | 0                | 5                | 0                |
| 通算             | 日本             | 日本             | J1               | 0                | 0                | 0                | 0                | 0                | 0                | 0                | 0                |
| 通算             | 日本             | 日本             | JFL              | 5                | 0                | -                | -                | 0                | 0                | 5                | 0                |
| 通算             | シンガポール     | シンガポール     | Sリーグ          | 15               | 0                | 4                | 0                | 4                | 0                | 23               | 0                |
| 総通算           | 総通算           | 総通算           | 総通算           | 20               | 0                | 4                | 0                | 4                | 0                | 28               | 0                |

| 国際大会個人成績 | 国際大会個人成績 | 国際大会個人成績 | 国際大会個人成績 | 国際大会個人成績 |
| 年度             | クラブ           | 背番号           | 出場             | 得点             |
| AFC              | AFC              | AFC              | ACL              | ACL              |
| ---------------- | ---------------- | ---------------- | ---------------- | ---------------- |
| 2011             | C大阪            | 30               | 0                | 0                |
| 通算             | AFC              | AFC              | 0                | 0                |

## 代表歴
- 2009年 U-18日本代表